# Ruderalizacja
Ruderalizacja – jedna z form degeneracji fitocenoz.
Proces charakteryzujący się silnymi przemianami siedlisk, to na przykład gwałtowne osuszanie gleb czy zatrucia przez emisje przemysłowe. Pojawiają się wtedy gatunki, niewystępujące razem w warunkach naturalnych oraz przedstawiciele roślin ruderalnych.